# 5638 Deikoon
5638 Deikoon este o planetă minoră (asteroid), cu un diametru de 41,455 km, din Asteroid troian al lui Jupiter. A fost descoperită pe 10 octombrie 1988 la Observatorul Palomar de Carolyn S. Shoemaker și a fost numită după Meanings of minor planet names: 5001–6000⁠(d). 
Obiectul prezintă o orbită caracterizată de o semiaxă mare de 5,248985 UAi, o excentricitate de 0,106, o înclinație de 10,90837 ° în raport cu ecliptica.